# Claudio López
Claudio Javier López (* 17. července 1974, Río Tercero) je bývalý argentinský fotbalista.
Hrál na postu útočníka, v Argentině za Racing Club a v Evropě za Valencii a Lazio. Hrál na MS 1998 a 2002 a na OH 1996, kde získal stříbro.

## Hráčská kariéra
Claudio López hrál na postu útočníka za Racing Club, Valencii, Lazio, Club América, Kansas City Wizards a Colorado Rapids. S Américou vyhrál mexickou ligu a Ligu mistrů CONCACAF. S Coloradem vyhrál MLS.
Za Argentinu hrál 61 zápasů a dal 12 gólů. Byl na MS 1998 a 2002. Byl i v olympijském týmu na OH 1996, kde získal stříbro.

## Úspěchy

### Klub
Valencia
- Copa del Rey: 1998–99
- Pohár Intertoto: 1998

Lazio
- Coppa Italia: 2003–04

América
- Primera División de México: Clausura 2005
- Campeón de Campeones: 2004–2005
- Liga mistrů CONCACAF: 2006

Colorado Rapids
- MLS Cup: 2010

### Reprezentace
Argentina olympionici
- 2. místo na OH: 1996